# Emmelia binominata
Emmelia binominata is een vlinder van de familie van de uilen (Noctuidae). De wetenschappelijke naam van deze soort is voor het eerst voorgesteld als Tarache binominata door Arthur Gardiner Butler in een publicatie uit 1892.
De soort komt voor in:
- het Afrotropisch gebied waaronder Soedan, Djibouti, Ethiopië, Kenia, Tanzania, Saudi-Arabië, Oman en Jemen,
- het Palearctisch gebied waaronder Iran (Sistan en Beloetsjistan),
- het Oriëntaals gebied waaronder India.